# Andrzej Bartkowiak
Andrzej Bartkowiak   (Łódź, 1950) és un director, director de fotografia i actor a Hollywood. Va estudiar en principi a la prestigiosa Escola de cinema de Łódź i es va establir l'any 1972 als Estats Units.

## Biografia
A principis dels anys 1980, Bartkowiak va ser director de fotografia en tres pel·lícules que van rebre nominacions per l'Oscar a la millor fotografia: Veredicte final, La força de la tendresa, i Prizzi's Honor. Durant aquella dècada, Bartkowiak també va desenvolupar una relació propera de feina amb el director Sidney Lumet, actuant com a director de fotografia en gairebé totes les pel·lícules de Lumet entre 1981 (El príncep de la ciutat) i 1993 (L'advocat del diable).
Bartkowiak va estrenar-se com a director a Romeo ha de morir una pel·lícula d'acció d'arts marcials protagonitzada per Jet Li i Aaliyah, que va aportar 91$ milions al box office. Un any més tard va estrenar el thriller d'acció Ferida oberta, protagonitzat per Steven Seagal; la pel·lícula va ser un impacte als cinemes. Néixer per morir, però, va tenir un èxit moderat al box-office.
Més tard va fer equip amb Ashok Amritraj per Hyde Park Entertainment i Capcom Hyde per dirigir Street Fighter: The Legend of Chun-Li.
El 2010, va treballar com a cinematògraf en el thriller Sota amenaça, dirigida per Joel Schumacher; ambdós havien col·laborat abans a Falling Down.

## Filmografia

### Com a director de fotografia
- 1976: Deadly Hero
- 1979: 3 by Cheever: The 5:48 (TV)
- 1981: Prince of the City
- 1982: Deathtrap
- 1982:  Veredicte final (The Verdict)
- 1983: Daniel
- 1983: La força de la tendresa (Terms of Endearment)
- 1984: Garbo Talks
- 1985: L'honor dels Prizzi (Prizzi's Honor)
- 1986: Poder (pel·lícula) (Power)
- 1986: The Morning After
- 1987: Nuts
- 1988: Twins
- 1989: Family Business
- 1990: Q & A
- 1991: Hard Promises
- 1992: A Stranger Among Us
- 1993: Falling Down
- 1993: Guilty as Sin
- 1994: Speed
- 1994: A Good Man in Africa
- 1995: Losing Isaiah, de Stephen Gyllenhaal
- 1995: Species
- 1995: Jade
- 1996: The Mirror Has Two Faces
- 1997: Dante's Peak
- 1997: The Devil's Advocate
- 1998: U.S. Marshals
- 1998: Lethal Weapon 4
- 1999: Turkey. Cake.
- 2000: Gossip
- 2000: Thirteen Days
- 2011: Trespass

### com a director

#### Cinema
- 2000: Romeo ha de morir (Romeo Must Die)
- 2001: Ferida oberta (Exit Wounds)
- 2003: Néixer per morir (Cradle 2 the Grave)
- 2005: Doom
- 2009: Street Fighter: The Legend of Chun-Li
- 2016: Maximum Impact

#### Televisió
- 2001: HRT (Hostage Rescue Team): pilot sèrie de televisió[4]

### Com a actor
- 1984: Greta Garbo al cor (Garbo Talks) de Sidney Lumet